# 奥罗拉省
奥罗拉省（Aurora Province）位于菲律宾吕宋岛东部，是中吕宋区的一个省，成立于1979年，人口214,336（2015年），首府巴莱尔。
奥罗拉省得名于已故菲律宾总统曼努埃尔·奎松的妻子奥萝拉·奎松。